# Portageville Viaduct
Das Portageville Viaduct, auch als Portage Bridge bekannt, war eine Eisenbahnbrücke bei dem Ort Portage im heutigen Letchworth State Park im Bundesstaat New York in den Vereinigten Staaten.
Die Bauarbeiten begannen am 1. Juli 1851; die erste Lokomotive fuhr am 14. August 1852 über die neue Brücke. Am 25. August fand die feierliche Eröffnung statt. 1875 brannte sie ab und wurde noch im selben Jahr durch eine bis Ende 2017 genutzte eiserne Trestle-Brücke ersetzt.

## Beschreibung

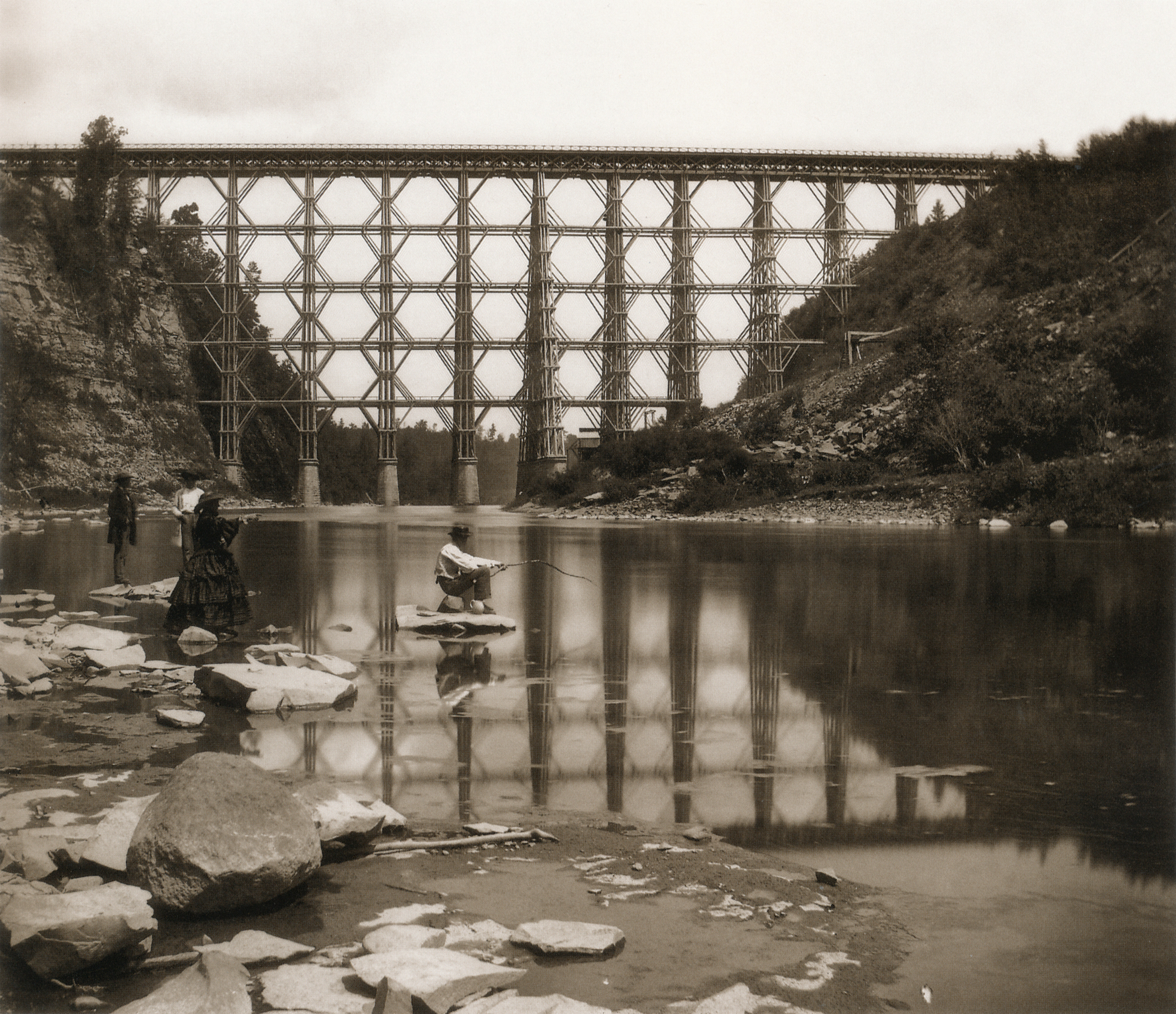
Portage Bridge, 1859

Die Portage Bridge war ursprünglich eine eingleisige hölzerne Trestle-Brücke, auf der die Züge der Erie Railroad zwischen New York City und Buffalo die Schlucht des Genesee River in einer Höhe von 71 m (234 ft) überquerten.
Die 244 m (800 ft) lange Brücke war mit Holzplanken belegt und mit Geländern versehen und so breit, dass die Passagiere bei einem der gelegentlichen Stopps der Züge aussteigen und den Blick auf das Flusstal und die nur wenige Meter flussabwärts tosenden Upper Falls wagen konnten.
Die Brücke wurde von Silas Seymour geplant, dem Chefingenieur der Erie Railroad. Sie hatte 14 rechteckige Pfeiler einschließlich der 5 kleineren Pfeiler auf den oberen Abhängen. Die größeren Pfeiler standen auf 9 m hohen Sockeln aus Sandstein-Werksteinen, die dem Flussbett entnommen wurden. Die Sockel waren mit Kalksteinplatten abgedeckt. Die Sockelmaße an der Basis sind 23 m × 4,5 m (75 ft × 15 ft).
Auf den steinernen Sockeln standen die 58 m (190 ft) hohen hölzernen Gerüstpfeiler, die im unteren Bereich aus 21, im oberen Bereich aus 15 senkrechten Posten bestanden; diese waren durch horizontale und diagonale Verbindungen versteift. Jeder Pfeiler hatte rechnerisch eine Tragfähigkeit von 1000 short tons (ca. 900 t). Der 4,3 m (14 ft) hohe Fahrbahnträger bestand ebenfalls aus einem hölzernen Fachwerk. Die Holzkonstruktion erlaubte das Auswechseln einzelner defekter Teile ohne besondere Maßnahmen zur Sicherung der umgebenden Bereiche. Als größtes Risiko wurde die Brandgefahr angesehen. Dagegen hatte man Wassertanks angelegt und Wachpersonal eingesetzt.
Die Brücke selbst war von Osten her gebaut worden. Sobald der erste Pfeiler fertig war, baute man den Fahrbahnträger und das Gleis zu ihm. Mit einem fahrbaren Kran wurde der nächste Pfeiler gebaut, der wiederum mit dem Gleis verbunden wurde.
Das verbaute Holz entsprach ungefähr 100 Hektar (250 acres) Nadelwald.
Es wurde geschätzt, dass die Kosten eines gemauerten Viadukts mehr als siebenmal so hoch gewesen wären, so dass allein die gesparten Zinsen auf die Mehrkosten genügt hätten, um die Brücke alle paar Jahre zu erneuern. Die Brücke hatte keine technischen Besonderheiten, wurde aber als die höchste hölzerne Trestle-Brücke ihrer Zeit angesehen. Wegen ihrer hohen Pfeiler soll sie den Bau der ersten europäischen Eisenbahnviadukte mit schmiedeeisernen Konstruktionen beeinflusst haben.

## Brand und Neubau

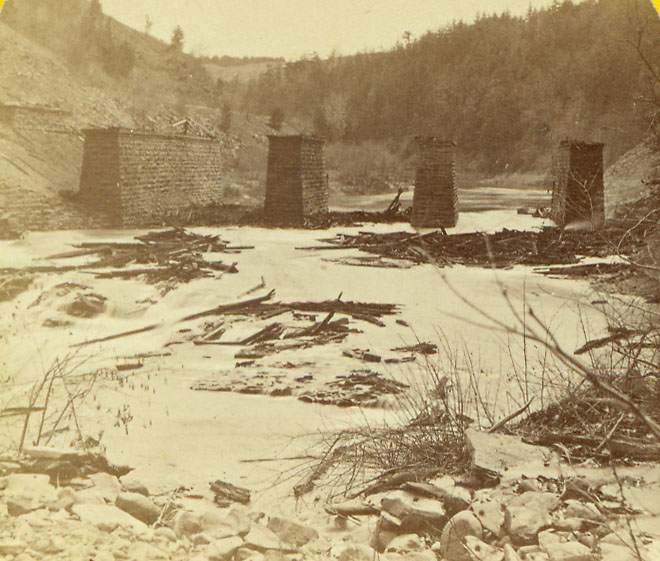
Fundamente der abgebrannten Brücke
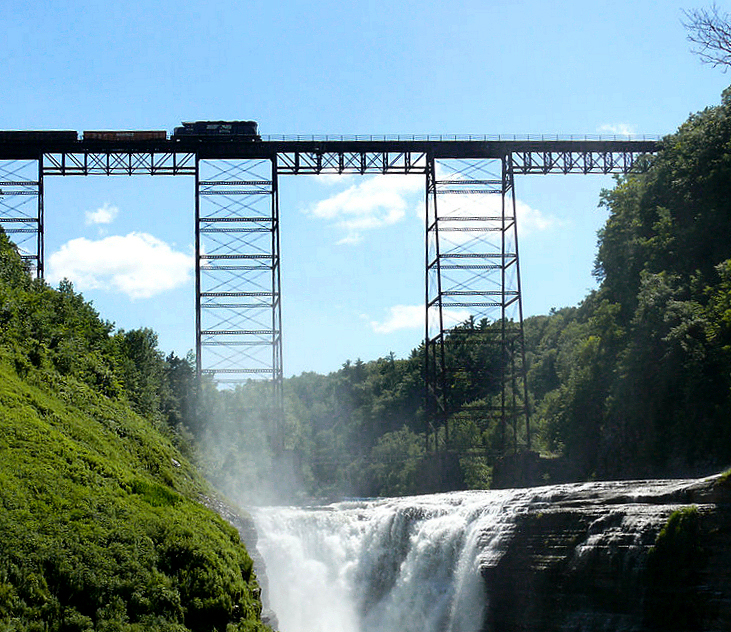
Die 2018 abgerissene Brücke

Nach 23 Jahren Betrieb ohne besondere Vorkommnisse bemerkte ein Wachmann in der Nacht vom 5. zum 6. Mai 1875 einen entstehenden Brand, konnte ihn aber wegen eines klemmenden Ventils nicht löschen. Die Brücke stand bald komplett in Flammen und brannte bis auf die Sockel ab. Einsetzender leichter Regen verhinderte weitere Schäden in der Umgebung.
Nur vier Tage nach dem Brand beschloss die Erie Railroad, eine neue Brücke aus Eisen bauen zu lassen. In der Eile mussten die Pläne sich nach dem Schema, insbesondere den Sockeln der alten Brücke richten. Schon am 31. Juli 1875 konnte der Neubau getestet werden, zunächst nur von einer, schließlich von einer Gruppe von sechs Lokomotiven.
Bis zum Ende befand sie sich im Wesentlichen immer noch im ursprünglichen Bauzustand. Da sie nicht mehr den aktuellen Ansprüchen an die zulässige Achslast genügte, wurde bis Ende 2017 direkt neben der alten Brücke die Portageville Bridge errichtet. Anschließend wurde die alte Brücke abgerissen.